# Constantin Ștefănescu Amza
Constantin Ștefănescu Amza (n. 23 iulie 1875, Budești, România – d. 13 februarie 1964, București, România) a fost un politician și general român.

## Biografie
Numele său la naștere a fost Constantin Ștefan, dar în anul 1904, prin Jurnal al Consiliului de Miniștri, i s-a aprobat să își adauge la numele său patronimic de Ștefănescu, pe acela de Amza, al mamei sale.
Clasele primare le-a urmat la școala Societății pentru învățătura Poporului Român, apoi la Școala pentru fii de militari din Iași.
A urmat studii militare la Iași și București. Grade: sublocotenent - 01.07.1897, locotenent - 07.04.1900, căpitan - 10.05.1907, maior - 01.04.1913, locotenent-colonel - 15.08.1916, colonel - 01.04.1917, general de
brigadă - 30.03.1917, general de divizie - 01.04.1928, inspector general de armată la 01.10.1931.
Între anii 1903-1905 pe când era în Regimentul 1 Geniu, a fost trimis de Ministerul de Război în Austria, la Batalionul 6 Imperial de Pionieri din Klosterneuburg, unde a servit cu gradul de locotenent în armata austro-ungară.
A participat la campania din anul 1913 (Al Doilea Război Balcanic), la Primul Război Mondial, a fost deputat.
În România, fost secretar general al Ministerului Apărării (1920-1922).
Constantin Ștefănescu-Amza este socotit întemeietorul Muzeului Militar Național, înființat prin Decretul 6064 din 18 decembrie 1923, deoarece a fost primul director al muzeului.
Din inițiativa sa, în calitate de comandant al Școalelor și Centrului de Instrucție al Geniului s-au lansat atât operațiunile de colectare a fondurilor necesare, cât și organizarea concursului pentru stabilirea realizatorului monumentului Statuia geniului „Leul”, inaugurat în 1929.
A urcat pe scara ierarhiei militare până la gradul de general de armată și a ocupat înaltele funcții de Inspector General al Armatei și apoi ministru de Război în Guvernul Nicolae Iorga (18 aprilie 1931 - 5 iunie 1932) și Ministrul apărării naționale (6 iunie 1932 - 10 august 1932) în Guvernul Alexandru Vaida-Voievod (2).
A mai deținut apoi funcțiile de Președinte al Societății de Radiodifuziune (1936-1940), de Vicepreședintete și administrator delegat a Societății de Industrie Chimică (1940-1944) și de Președinte al Sindicatului Agricol de Ilfov (1944-1946).

## Ordine și decorații
Generalului de Brigadă Constantin Ștefănescu Amza, comandantul Școlilor Militare de Geniu, i s-au conferit următoarele:
- 1921 Ordinul “Vulturul Alb” (Mare Cruce), de către Serbia,
- 1923 Ordinul “Sfântul Sava” (Mare Cruce) de Regatul Serbiei, Croației și Sloveniei
- 1926 Ordinul “Gheorghe I” (Mare Ofițer) de către Grecia

Generalul de Divizie Constantin Ștefănescu Amza, ministru al Armatei:
- Ordinul Leului Alb (Mare Cruce), de către Cehoslovacia
- Ordinul Polonia Restituta de către Polonia